# الفتاة في الأرجوحة (رواية)
الفتاة في الأرجوحة (بالإنجليزية: The Girl in a Swing)‏ هي رواية للكاتب الإنجليزي ريتشارد آدامز، نشرت عام 1980، لأول مرة عن دار نشر ألين لين في المملكة المتحدة وكنوبف في الولايات المتحدة.

## روابط خارجية
- الفتاة في الأرجوحة على موقع الموسوعة البريطانية (الإنجليزية)